# Moravské Lieskové
Moravské Lieskové je obec na Slovensku v okrese Nové Mesto nad Váhom. Žije v něm přibližně 2 500 obyvatel. Obec leží na úpatí Bílých Karpat v údolí potoka Klanečnice, asi osm kilometrů severozápadně od Nového Mesta nad Váhom a stejně daleko od státní hranice s Českem. Její katastrální území sousedí s katastrálním územím obce Strání v Česku. Katastrální výměra obce činí 3652 hektaru, z toho více než polovina se nachází v chráněné krajinné oblasti Biele Karpaty. Ve vesnici stojí římskokatolický kostel svatého Martina z počátku 20. století. Ve správním území obce leží přírodní památky Baricovie lúky a Kohútová.

## Osobnosti
- Ján Kliešek (* 1866), politik
- Martin Hollý st. (1904–1965), slovenský herec a režisér